# サンダンス・リゾート
サンダンス・マウンテン・リゾート（Sundance Mountain Resort）としても知られるサンダンス・リゾートは、ユタ州プロボの13マイル (21 km)北東にあるスキー場。
| サブスタブ | この項目は、まだ閲覧者の調べものの参照としては役立たない、書きかけの項目です。この項目を加筆・訂正などしてくださる協力者を求めています。このテンプレートは分野別のサブスタブテンプレートやスタブテンプレート（Wikipedia:分野別のスタブテンプレート参照）に変更することが望まれています。 |